# Опір (річка)
О́пір — річка в Україні, в межах Сколівського району Львівської області. Права притока р. Стрий (басейн Дністра). 

## Опис
Довжина 58 км. Площа сточища 843 км². Середній похил річки 10,4 м/км. Долина V-подібна, в нижній течії завширшки 150-300 м. Заплава двобічна, іноді однобічна, завширшки від 30-80 до 425 м. Береги круті, зрідка заболочені. Річище кам'янисте, завширшки від 10-30 до 80 м, завглибшки від 0,2 до 1,2 м. Дно, як правило, вистелене галькою карпатських пісковиків. Використовується для водопостачання населених пунктів й зрошення сільськогосподарських земель. 
Останнім часом річка стала популярною серед туристів, які займаються рафтингом. Весною по річці можна сплавлятися з смт. Славське, а влітку, коли менше води, з міста Сколе.

## Розташування
Опір бере початок на східному схилі гори Великий Явірник (Вододільний хребет), на південь від села Опорець. Тече між горами Сколівських Бескидів переважно на північний схід та північ. Впадає в р. Стрий між смт. Верхнє Синьовидне та селом Межиброди. 

## Притоки
У річку впадає 8 невеликих річок і 31 потічок загальною довжиною 94,3 км, площею 21,9 га.
Праві: Кам'янка, Чудилів, Павлів, Гребеновець, Зелем'янка, Цигла, Рожанка, Славка, Хохлинський, Писарівка, Опорець.
Ліві: Закути, Лавочанка, Дубрівка, Орява, Яхистів, Головчанка, Ровина.

## Населені пункти
Над річкою розташовані (від витоків до гирла): Опорець, Лавочне, Тернавка, смт. Славське, Тухля, Гребенів, місто Сколе, Дубина, смт. Верхнє Синьовидне.

## Галерея

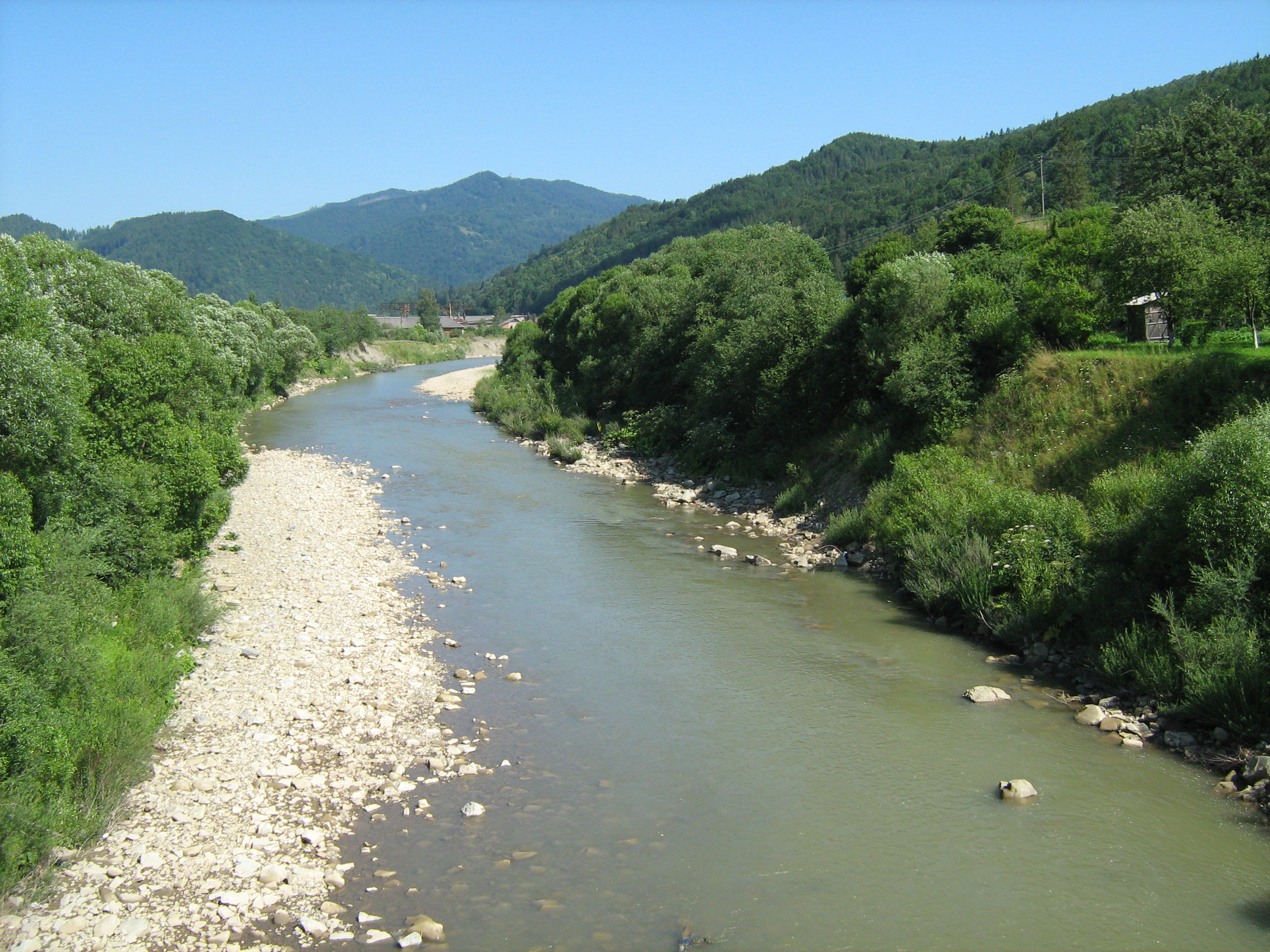
Опір біля села Гребенів
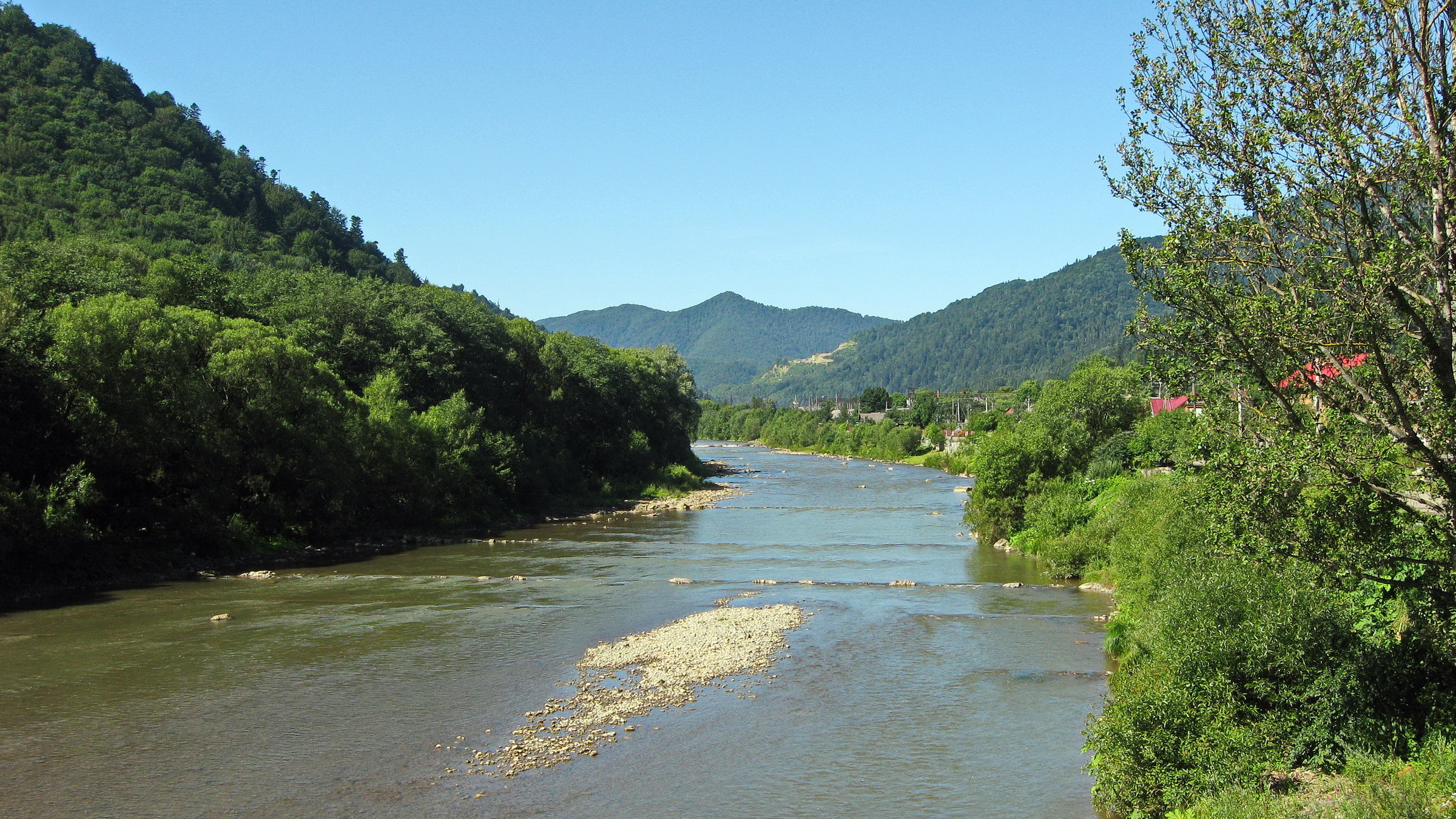
Опір біля м. Сколе
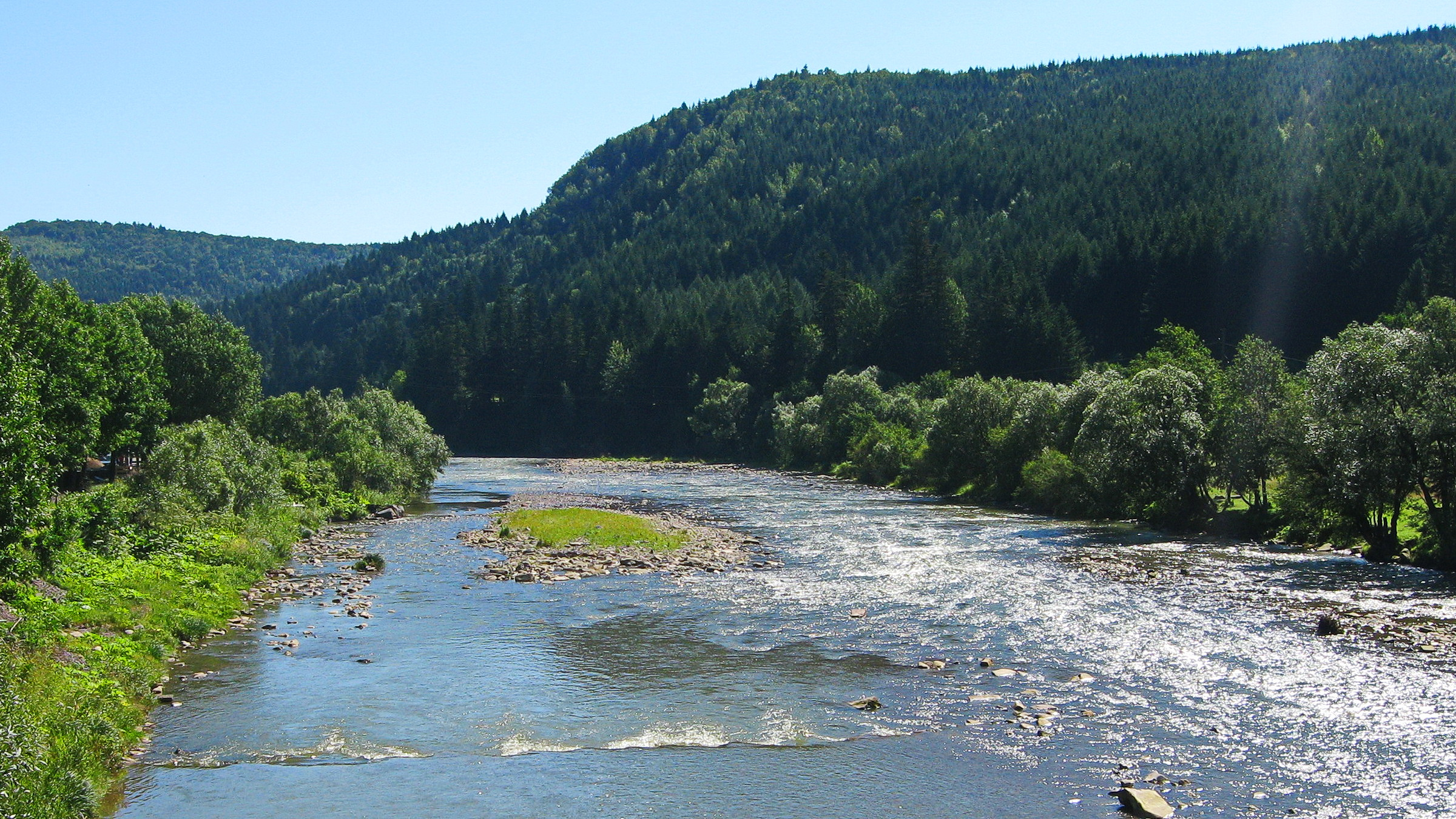
Вид на Опір з мосту на Павлів потік
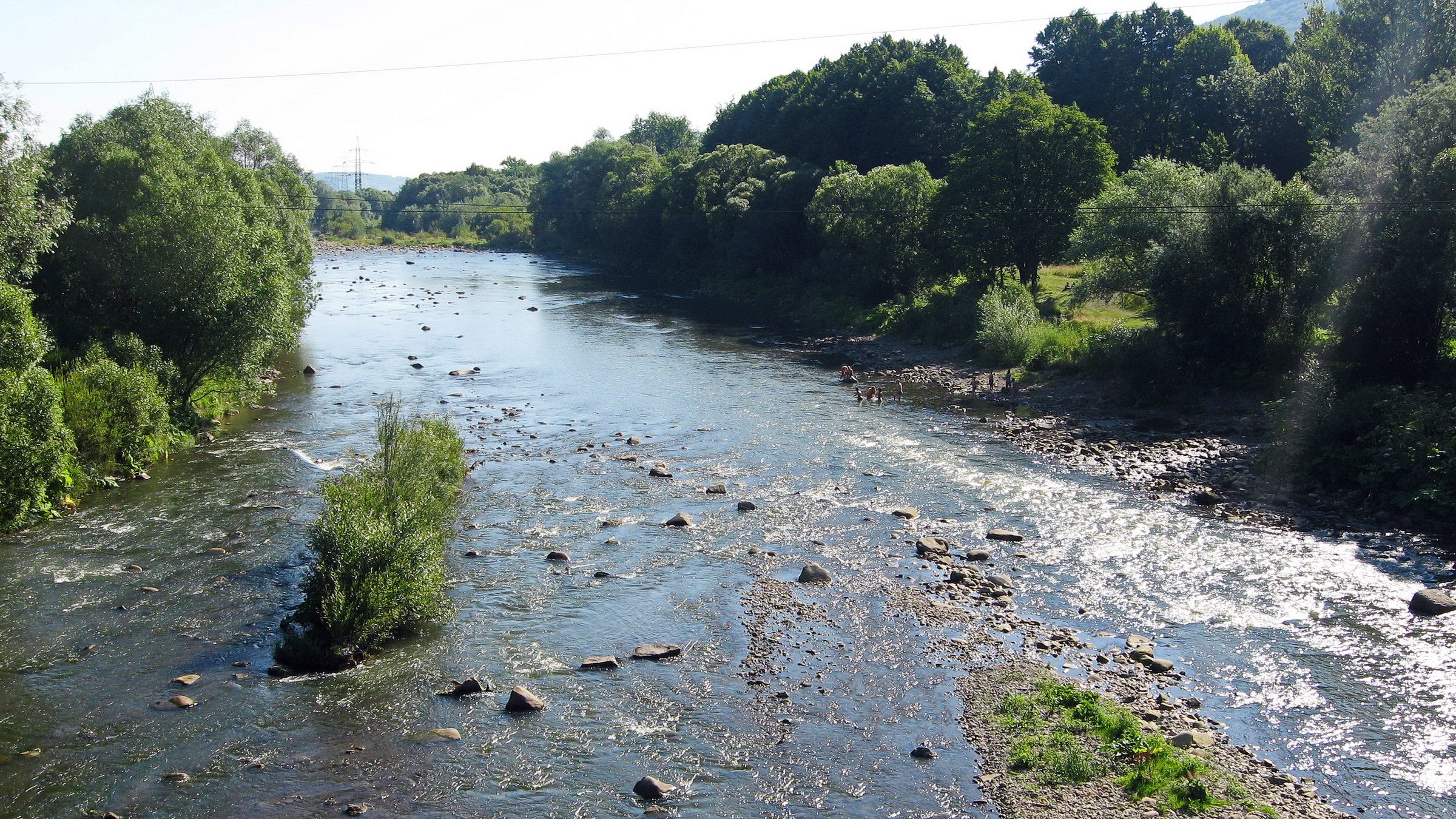
Вид на Опір з мосту на с. Кам'янка
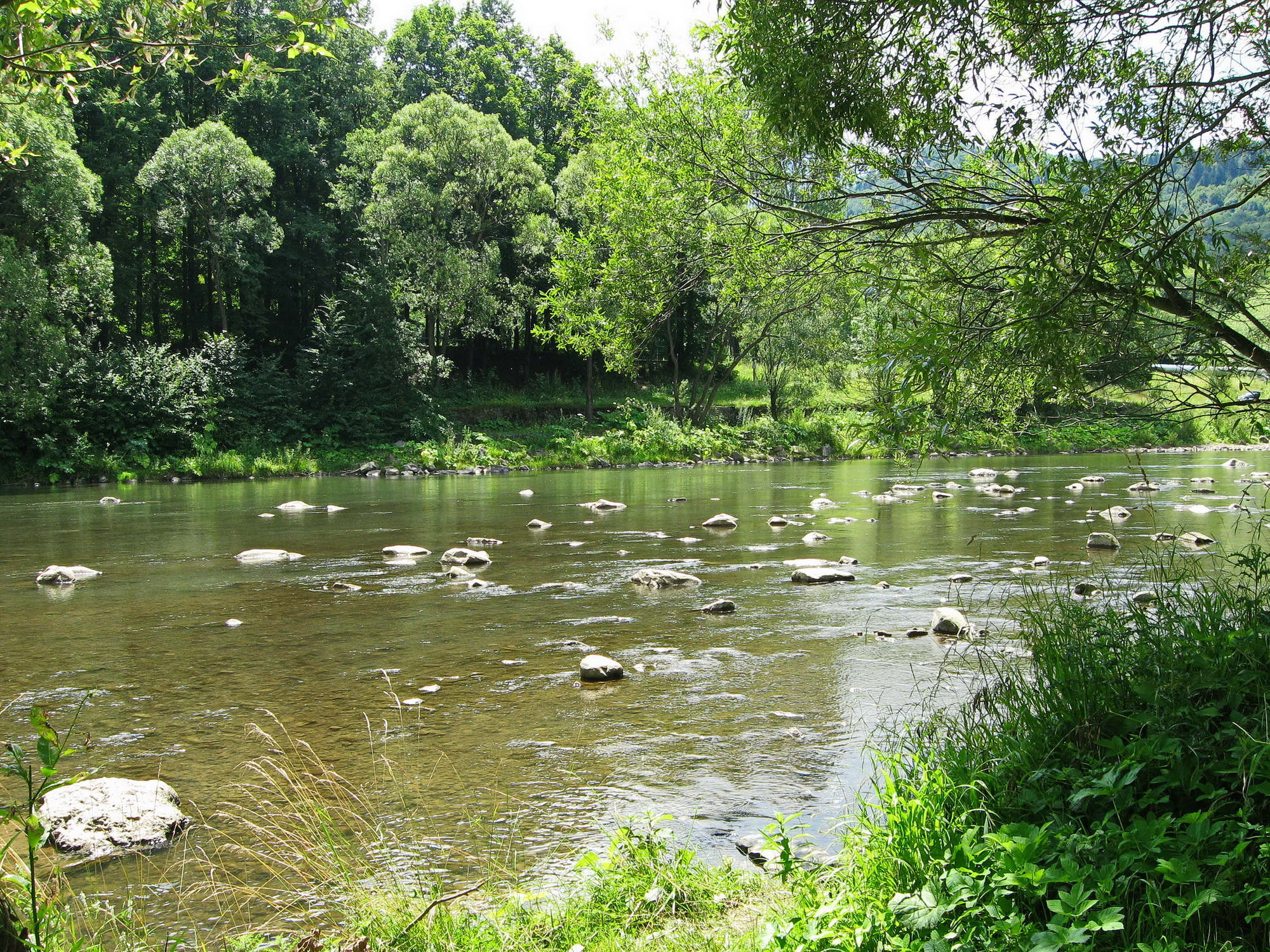
Опір біля с. Дубина
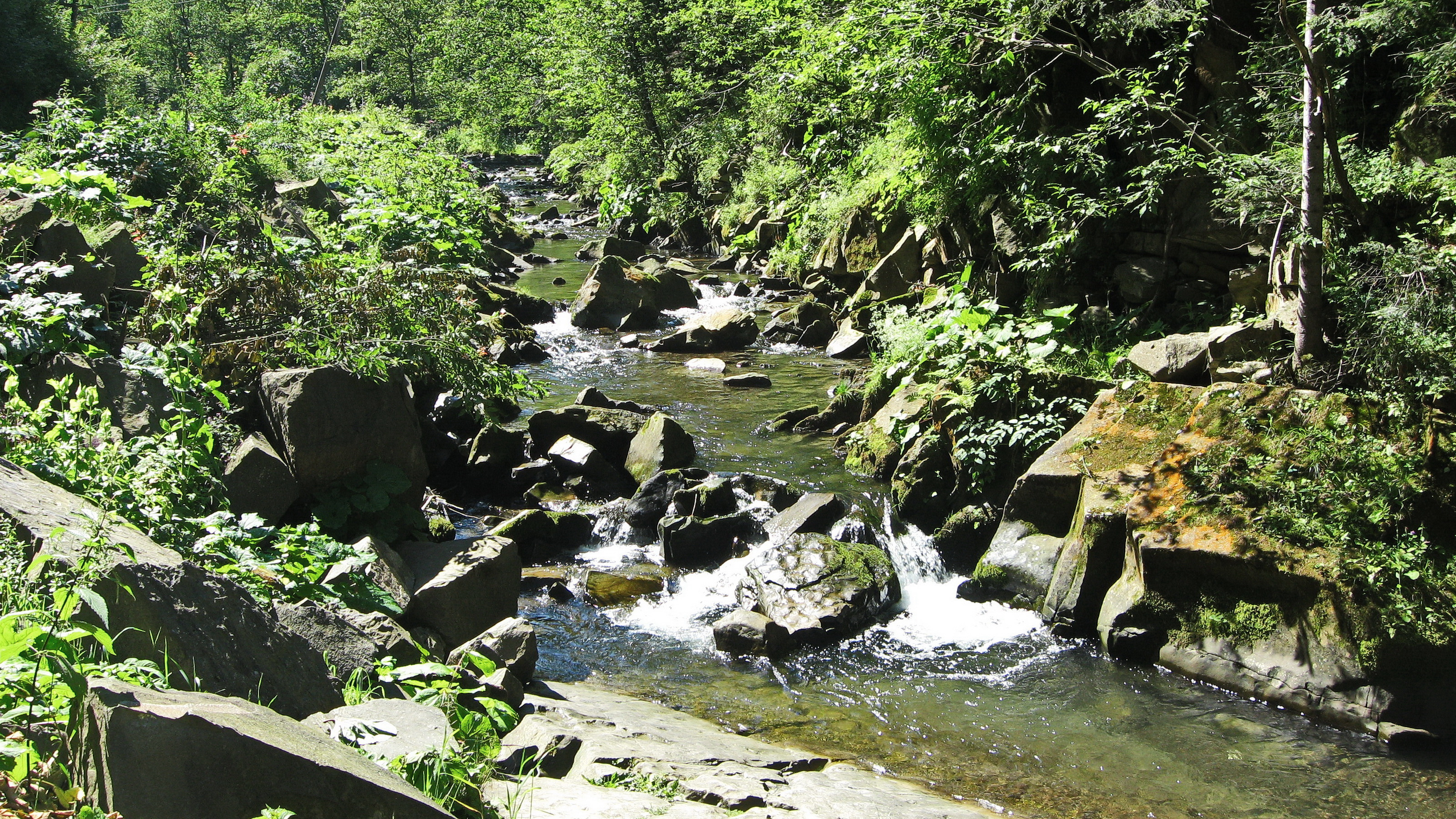
Кам'янка — притока Опору
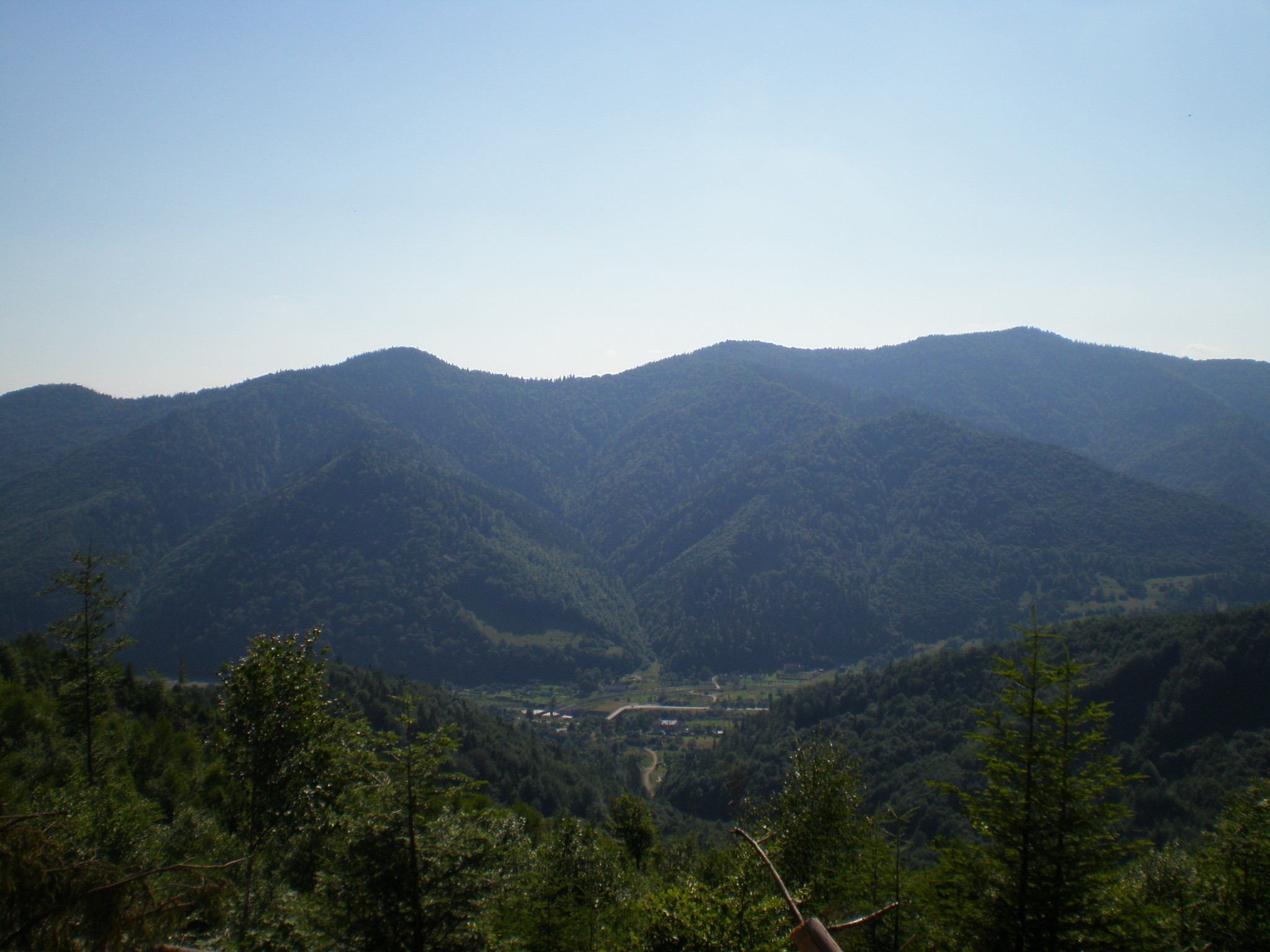
Долина річки Опір (вигляд з хребта Зелем'янка)
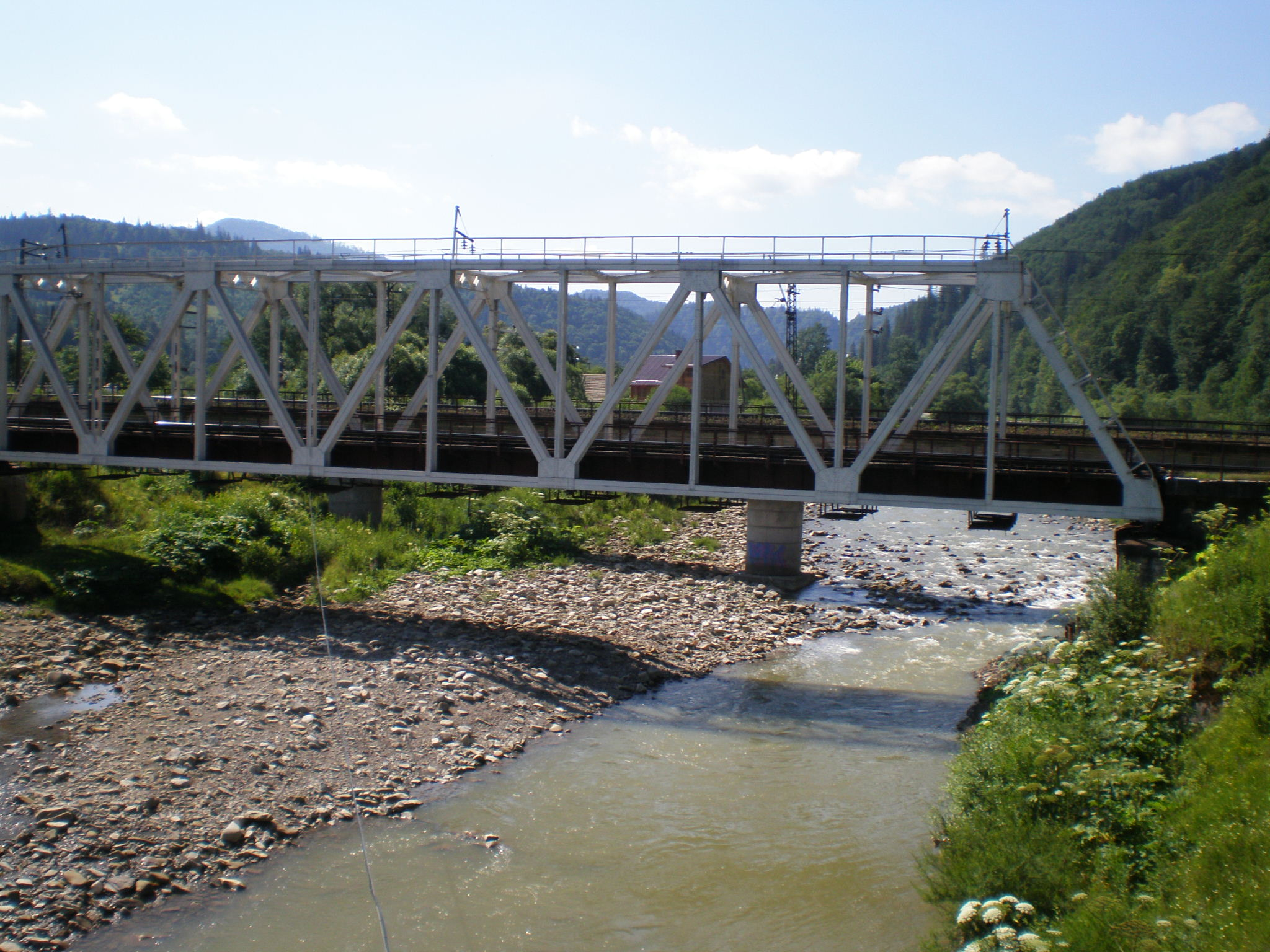
Залізничний міст на Опорі
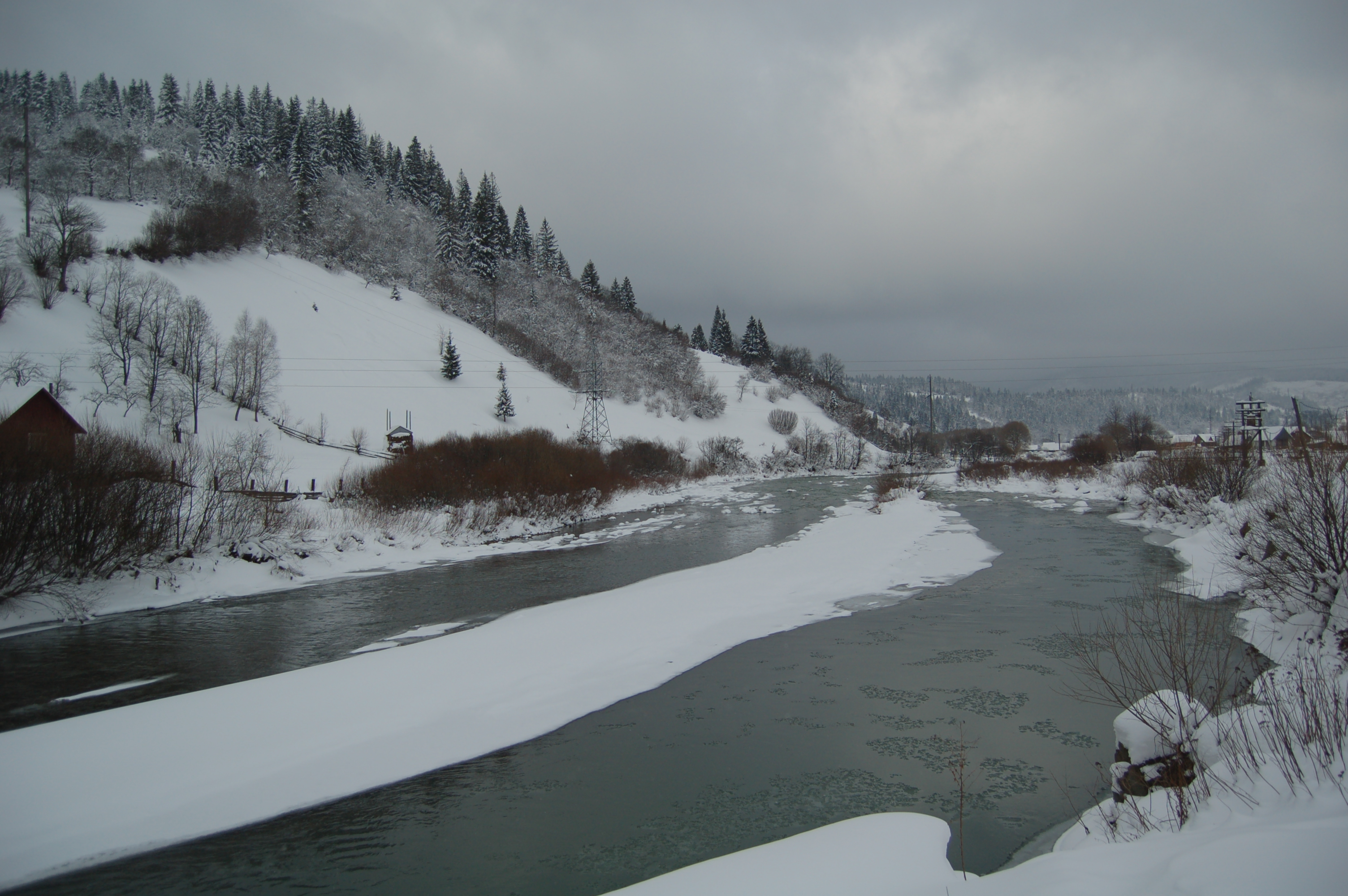
Опір узимку
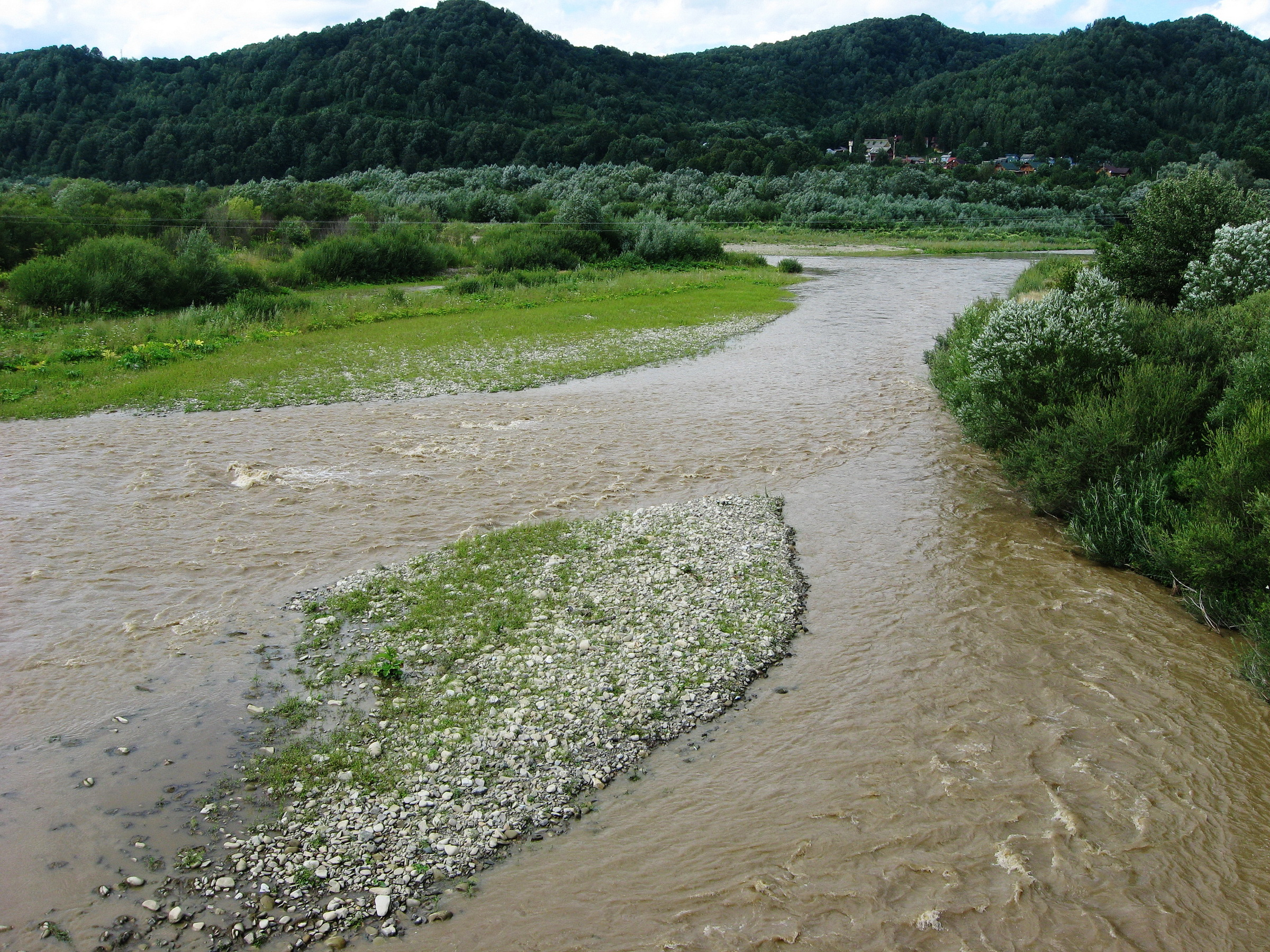
Місце злиття річок Опір і Стрий

## Корисні посилання
- Рафтинг на річці Опір